# Praga 4

Herb Pragi 4

Flaga Pragi 4

Praga 4 – dzielnica Pragi rozciągająca się na południe od centrum i na wschód od Wełtawy. Składa się z mniejszych dzielnic (m.in. Nusle, Podolí, Braník).
Położone są tam liczne osiedla z wielkiej płyty.
Na obszarze dzielnic ma zostać otwarta nowa linia metra (D).